# Edna S. Purcell House
La Edna S. Purcell House, conosciuta anche come Purcell-Cutts House, è una casa storica situata a Minneapolis, Stati Uniti, progettata nel 1911 da William Gray Purcell e George Grant Elmslie, architetti dello studio Purcell, Feick & Elmslie. La casa rappresenta uno degli esempi più significativi dello stile Prairie School negli Stati Uniti, ed è considerata il culmine dell'approccio architettonico dei due progettisti. La residenza fu costruita per la famiglia di Purcell, e il nome "Edna S. Purcell" deriva dal fatto che la casa fu dedicata alla sua moglie Edna  .
La Edna S. Purcell House è considerata una delle opere più complete e riuscite del movimento Prairie School e dell'architettura organica in generale. Rappresenta una sintesi unica tra funzionalità residenziale e innovazione estetica, diventando un esempio significativo di come l'architettura possa rispondere ai bisogni della vita moderna senza rinunciare all'armonia con il contesto naturale. Oggi, la casa è parte integrante della collezione dell'Istituto d'Arte di Minneapolis, che la preserva e la promuove come un'opera d'arte vivente, documentando un'importante fase dell'architettura statunitense  .

## Storia
La casa fu costruita tra il 1911 e il 1913 e fu la residenza della famiglia Purcell fino al 1918, quando la famiglia si trasferì prima a Filadelfia e poi a Portland, Oregon  . Nel 1919, Anson Cutts e sua moglie Edna acquistarono la casa, continuando a viverci senza apportare modifiche significative all'edificio. La casa è rimasta inalterata, mantenendo intatti gli arredi originali, compresa la cucina e il bagno  .
Nel 1985, dopo la morte di Anson Cutts, Jr., figlio della coppia, la casa venne donata all'Istituto d'Arte di Minneapolis (Mia). Grazie a una generosa donazione, fu avviato un progetto di restauro che durò dal 1987 al 1990, durante il quale furono effettuati interventi di consolidamento strutturale e restauro degli interni. In seguito a questi lavori, la casa venne aperta al pubblico nel 1990 come museo storico e venne registrata come parte della collezione permanente del museo  ).

## Stile architettonico e design
La casa incarna i principi dell'architettura organica di Louis Sullivan, un importante architetto di Chicago, che influenzò profondamente Purcell e Elmslie. Il progetto si distingue per l'uso di linee geometriche semplici, colori terrosi e materiali naturali. La casa ha una pianta aperta e un tetto quasi piatto, tipici dello stile Prairie, che enfatizza l'integrazione con il paesaggio circostante . Una caratteristica distintiva della casa è la presenza di oltre 80 finestre in vetro artistico, che collegano gli spazi interni con l'ambiente esterno, senza compromettere la privacy degli abitanti  .
Purcell progettò la casa per favorire una vita familiare moderna e informale. Il piano del primo piano include un soggiorno soppalcato e una sala da pranzo rialzata, unite da un soffitto continuo a forma di tenda. Il progetto architettonico della casa è completato da dettagli decorativi come stencil personalizzati, mobili su misura e opere d'arte, inclusi i famosi vasi di vetro artistico e un affresco di Charles Livingston Bull che raffigura aironi della Louisiana  .